# Sanders (Kentucky)
Sanders – miasto w Stanach Zjednoczonych, w stanie Kentucky, w hrabstwie Carroll.